# Springfield (Carolina del Sud)
Springfield és una població dels Estats Units a l'estat de Carolina del Sud. Segons el cens del 2000 tenia 504 habitants.

## Demografia
Segons el cens del 2000, Springfield tenia 504 habitants, 228 habitatges i 152 famílies. La densitat de població era de 124,7 habitants/km².
Dels 228 habitatges en un 22,8% hi vivien nens de menys de 18 anys, en un 46,1% hi vivien parelles casades, en un 18% dones solteres, i en un 33,3% no eren unitats familiars. En el 31,6% dels habitatges hi vivien persones soles el 20,2% de les quals corresponia a persones de 65 anys o més que vivien soles. El nombre mitjà de persones vivint en cada habitatge era de 2,21 i el nombre mitjà de persones que vivien en cada família era de 2,74.
Per edats la població es repartia de la següent manera: un 20,2% tenia menys de 18 anys, un 7,3% entre 18 i 24, un 22,4% entre 25 i 44, un 26,8% de 45 a 60 i un 23,2% 65 anys o més.
L'edat mediana era de 45 anys. Per cada 100 dones de 18 o més anys hi havia 74,8 homes.
La renda mediana per habitatge era de 31.563 $ i la renda mediana per família de 40.833 $. Els homes tenien una renda mediana de 35.833 $ mentre que les dones 21.364 $. La renda per capita de la població era de 19.285 $. Entorn del 4% de les famílies i el 5,8% de la població estaven per davall del llindar de pobresa.

## Poblacions més properes
El següent diagrama mostra les poblacions més properes.